# Sünching
Sünching – miejscowość i gmina w Niemczech, w kraju związkowym Bawaria, w rejencji Górny Palatynat, w regionie Ratyzbona, w powiecie Ratyzbona, siedziba wspólnoty administracyjnej Sünching. Leży około 25 km na południowy wschód od Ratyzbony, nad rzeką Große Laber, przy linii kolejowej Drezno-Ratyzbona–Pasawa.

## Dzielnice
W skład gminy wchodzą cztery dzielnice: 
- Am Hardt
- Haidenkofen
- Sünching
- Ziegelstadel